# Zak McKracken and the Alien Mindbenders
Zak McKracken and the Alien Mindbenders (Zak McKracken en de buitenaardse geestverbuigers) is een adventure-computerspel van LucasArts uit 1988.
Het spel werd aanvankelijk uitgebracht voor de Commodore 64 en later ook voor de Amiga, Atari ST en pc. Na Maniac Mansion is dit het tweede spel waarbij er gebruik werd gemaakt van SCUMM. Kenmerkend is de veelal droge humor, die een grote rol speelt, net zoals in de andere adventures van LucasArts.

## Verhaal
Het verhaal vindt plaats in 1997, 10 jaar na release van het spel. De speler bestuurt het personage Zak, wiens volledige naam Francis Zachary McKracken is. Hij werkt voor het magazine National Inquisitor. Samen met de freelance wetenschapster Annie Larris en twee studenten van de Yale University (Melissa China en Leslie Bennet) tracht hij een invasie tegen te gaan van de Caponians. De Caponians is een kwaadaardige buitenaardse levensvorm. Ze zijn geïnfiltreerd in het lokale telecombedrijf. Daar trachten ze de intelligentie van de mensen te doen verminderen door een speciaal bromsignaal van 60 Hz over de telecomlijnen te sturen.
De Skolarians, eveneens een buitenaards ras, hebben de Caponians ooit verdreven met een speciale machine. Die machine werd ooit gedemonteerd. Zack en de anderen dienen op Aarde en op Mars op zoek te gaan naar de ontbrekende stukken.

## Vervolg
Officieel is er door LucasArts nooit een vervolg uitgebracht op Zak McKracken. Verschillende fans hebben daarom zelf het heft in handen genomen om een vervolg te maken op het geliefde spel. Het eerste dat werd uitgebracht was The New Adventures of Zak McKracken van LucasFan Games. Onafhankelijk van elkaar werden nog twee vervolgen ontwikkeld: Zak McKracken Between Time and Space is en McKracken and the Alien Rockstars.

## Uitgaven
| Jaar | Platform                           |
| ---- | ---------------------------------- |
| 1988 | Amiga, Atari ST, Commodore 64, DOS |
| 1991 | FM Towns                           |

## Ontvangst
| Beoordeeld door                       | Jaar | Platform     | Score |
| ------------------------------------- | ---- | ------------ | ----- |
| Zzap!                                 | 1989 | Commodore 64 | 93%   |
| Power Play                            | 1989 | Amiga        | 92%   |
| Happy Computer                        | 1988 | DOS          | 91%   |
| Quandary                              | 1995 | DOS          | 90%   |
| Jeuxvideo.com                         | 2010 | DOS          | 90%   |
| Joker Verlag präsentiert: Sonderheft  | 1993 | Commodore 64 | 83%   |
| The Games Machine (UK)                | 1989 | Commodore 64 | 81%   |
| Retrogaming History                   | 2009 | DOS          | 80%   |
| ACE (Advanced Computer Entertainment) | 1989 | Commodore 64 | 80%   |
| Joker Verlag präsentiert: Sonderheft  | 1993 | DOS          | 78%   |

## Trivia
- Het spel is opgenomen in het boek 1001 Video Games You Must Play Before You Die van Tony Mott.
- In het spel komt de fictieve muziekgroep "Razor and the Scummettes" aan bod, waarvan Razor de leadzangeres is. Razor is een bespeelbaar personage uit het eerder uitgebrachte Maniac Mansion. In dat spel wordt ook al vermeld dat ze lid is van deze muziekgroep.
- Het woord "Scummettes" uit "Razor and the Scummettes" is afgeleid van SCUMM, de interface waarmee heel wat LucasArts Avonturenspellen zijn gemaakt.
- Het personage Razor duikt ook nog eens op in Full Throttle, waar ze lid is van een motorclub.